# Ратибор II
Ратибор II (ум. не позднее 1227) — правитель княжества Шлаве-Штольп в Померании. Последний представитель Ратиборидов — ветви рода Грайфенхауз.
Упоминается в документе 1223 года как Ratiborius Dei gracia princeps dictus terre Slauensis.
Предполагается, что он был преемником князя Богислава III. В каких они были родственных отношениях, не известно. Немецкий историк Мартин Верман (Martin Wehrmann, 1861—1937) предположил, что Ратибор II был сыном Богислава III. Рудольф Бенль (Rudolf Benl), напротив, считает Ратибора или единоутробным, иди двоюродным братом Богислава.
Ратибор II был последним представителем Ратиборидов — ветви рода Грайфенхауз. Когда он умер, началась борьба за его княжество, победителем в которой сначала вышла Дания. После поражения датских войск в битве при Борнхеведе (1227) Шлаве и Штольп захватил померанский герцог Барним I.
Однако вскоре (в 1235/1236) бывшее княжество Ратибора II оказалось во власти Святополка Великого.